# Guarbecque
Guarbecque [ɡaʁbɛk] est une commune française située dans le département du Pas-de-Calais en région Hauts-de-France. Ses habitants sont appelés les Guarbecquois.
La commune fait partie de la communauté d'agglomération de Béthune-Bruay, Artois-Lys Romane qui regroupe 100 communes et compte 275 327 habitants en 2021.

## Géographie

### Localisation
Localisée dans l'est du département du Pas-de-Calais, Guarbecque est une commune traversée par le canal d'Aire à la Bassée et située, à vol d'oiseau, à 7 km au sud-est de la commune d'Aire-sur-la-Lys (aire d'attraction) et à 13 km au nord-ouest de la commune de Béthune (chef-lieu d'arrondissement).
Le territoire de la commune est limitrophe de ceux de quatre communes.
Les communes limitrophes sont Saint-Venant, Isbergues, Busnes et Ham-en-Artois.

### Géologie et relief
La superficie de la commune est de 5,46 km2 ; son altitude varie de 16  à   22 mètres.

### Hydrographie
Le territoire de la commune est situé dans le bassin Artois-Picardie.
La commune est traversée par sept cours d'eau :
- le canal d'Aire à la Bassée, canal navigable de 39 km, qui prend sa source dans la commune de Bauvin et se jette dans La Lys au niveau de la commune d'Aire-sur-la-Lys[4] ;
- le Guarbecque, cours d'eau naturel de 11,87 km, qui prend sa source dans la commune de Norrent-Fontes et se jette dans la Lys, au niveau de la commune d'Haverskerque[5]. Le Guarbecque a contribué à l'assèchement du marais pourri en drainant ses eaux dans une rivière construite par l'homme et ayant pour conséquence la réduction du débit d'eau de ruisseaux ;
- la Rivièrette ou Lys, cours d'eau naturel de 7,99 km, qui prend sa source dans la commune de Mazinghem et se jette dans le Guarbecque, au niveau de la commune[6] ;
- le Fauquethun, cours d'eau naturel de 7,59 km, qui prend sa source dans la commune et se jette dans le Guarbecque, au niveau de la commune de Saint-Venant[7] ;
- le Rincon, cours d'eau naturel de 3,38 km, qui prend sa source dans la commune de Busnes et se jette dans le Fauquethun, au niveau de la commune[8] ;
- le ruisseau de la Rivièrette, cours d'eau naturel de 0,5 km, qui prend sa source dans la commune d'Isbergues et se jette dans le Guarbecque, au niveau de la commune[9] ;
- et un cours d'eau au toponyme hydrographique inconnu, d'une longueur de 24,99 km[10].

Un marais commun existait autrefois sur les territoires de Guarbecque, Ham, Norrent-Fontes, Mazinghem, Molinghem et Berguette. On y cultivait notamment le cresson. Un plan de lotissement de ce marais a été dressé le 2 messidor an II. Il est cité par l'archiviste départemental. À la suite du drainage généralisé des zones humides et de l'industrialisation lourde (avec pompages) de la région, le niveau des nappes d'eau a fortement baissé. Les puits artésiens ne donnant plus assez d'eau, de nombreuses cressonnières sont aujourd'hui asséchées et comblées. Il reste deux cressiculteurs en activité à Norrent-Fontes.

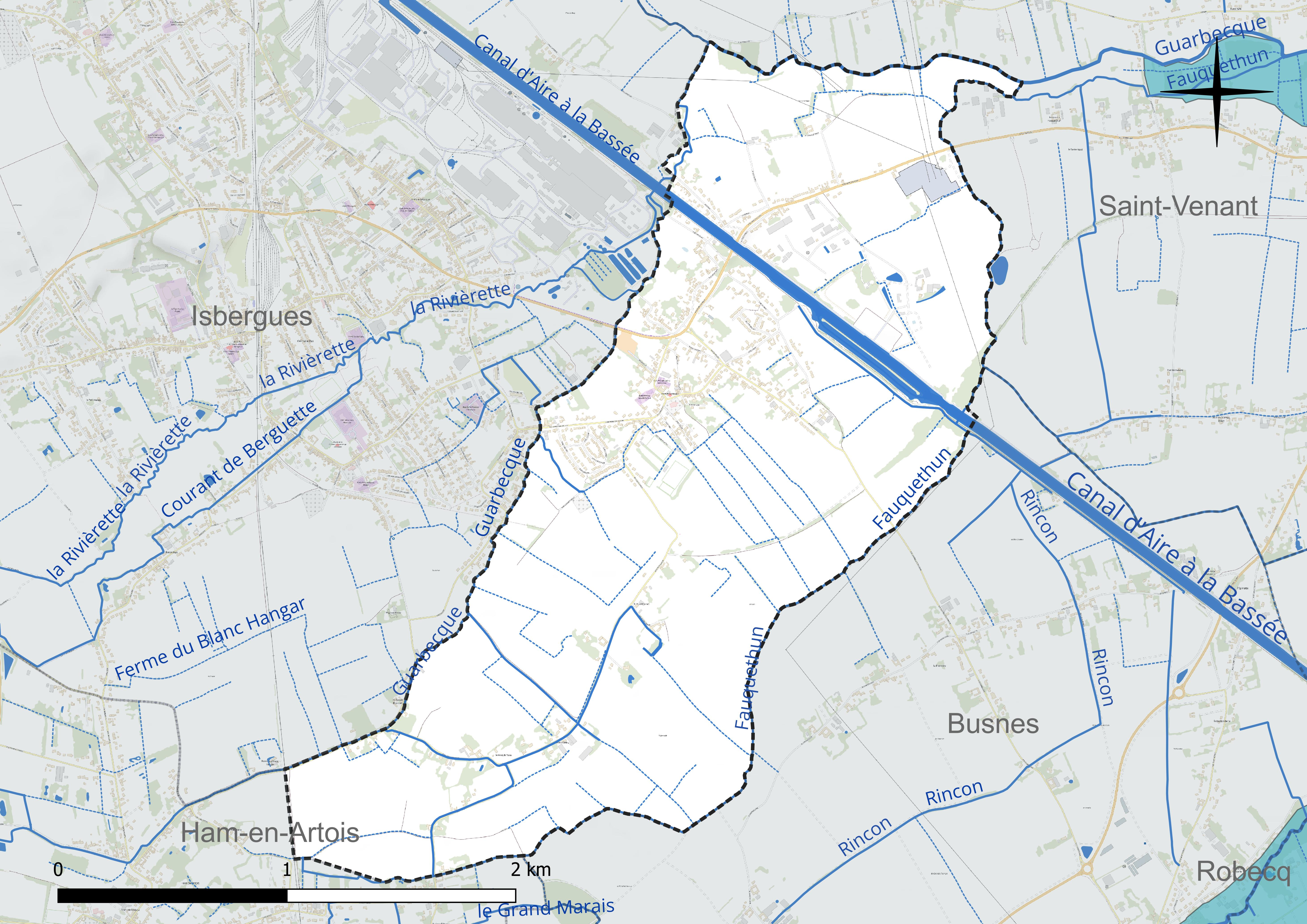
Réseau hydrographique de Guarbecque.

### Climat
Pour des articles plus généraux, voir Climat des Hauts-de-France et Climat du Pas-de-Calais.
En 2010, le climat de la commune est de type climat océanique dégradé des plaines du Centre et du Nord, selon une étude du CNRS s'appuyant sur une série de données couvrant la période 1971-2000. En 2020, Météo-France publie une typologie des climats de la France métropolitaine dans laquelle la commune est exposée à un climat océanique et est dans la région climatique Côtes de la Manche orientale, caractérisée par un faible ensoleillement (1 550 h/an) ; forte humidité de l’air (plus de 20 h/jour avec humidité relative > 80 % en hiver), vents forts fréquents.
Pour la période 1971-2000, la température annuelle moyenne est de 10,6 °C, avec une amplitude thermique annuelle de 14,1 °C. Le cumul annuel moyen de précipitations est de 724 mm, avec 12,3 jours de précipitations en janvier et 9 jours en juillet. Pour la période 1991-2020, la température moyenne annuelle observée sur la station météorologique la plus proche, située sur la commune de Lillers à 5 km à vol d'oiseau, est de 11,1 °C et le cumul annuel moyen de précipitations est de 731,5 mm,. Pour l'avenir, les paramètres climatiques de la commune estimés pour 2050 selon différents scénarios d'émission de gaz à effet de serre sont consultables sur un site dédié publié par Météo-France en novembre 2022.
| Mois                                  | jan.           | fév.           | mars           | avril         | mai         | juin          | jui.        | août          | sep.          | oct.          | nov.          | déc.           | année      |
| ------------------------------------- | -------------- | -------------- | -------------- | ------------- | ----------- | ------------- | ----------- | ------------- | ------------- | ------------- | ------------- | -------------- | ---------- |
| Température minimale moyenne (°C)     | 2,2            | 1,8            | 3,1            | 4,8           | 8,1         | 11            | 12,8        | 12,9          | 10,3          | 8,3           | 5,4           | 2,9            | 7          |
| Température moyenne (°C)              | 4,7            | 4,8            | 7,2            | 10,2          | 13,1        | 16,1          | 18,2        | 18,2          | 15,5          | 12,1          | 8,2           | 5,4            | 11,1       |
| Température maximale moyenne (°C)     | 7,2            | 7,8            | 11,3           | 15,7          | 18,2        | 21,3          | 23,6        | 23,4          | 20,7          | 15,9          | 11            | 7,8            | 15,3       |
| Record de froid (°C) date du record   | −14,5 25.01.13 | −16,3 04.02.12 | −10,3 13.03.13 | −5,4 08.04.03 | −1 14.05.10 | 1,9 01.06.11  | 4 03.07.11  | 5,4 31.08.11  | 0,6 30.09.18  | −4,5 28.10.03 | −5,3 30.11.16 | −11,3 18.12.10 | −16,3 2012 |
| Record de chaleur (°C) date du record | 15,9 01.01.22  | 18,8 24.02.21  | 24,8 31.03.21  | 27,3 20.04.18 | 32 27.05.05 | 34,1 29.06.19 | 41 25.07.19 | 37,5 06.08.03 | 34,3 09.09.23 | 29 01.10.11   | 20,7 07.11.15 | 16,5 30.12.22  | 41 2019    |
| Précipitations (mm)                   | 60,2           | 51,3           | 46,5           | 44,1          | 57,5        | 60            | 65,4        | 69,6          | 59,6          | 67,3          | 73,6          | 76,4           | 731,5      |

### Milieux naturels et biodiversité

#### Espèces faunistiques et floristiques
Le site de l’Inventaire national du patrimoine naturel (INPN) recense 325 espèces faunistiques et floristiques sur le territoire de la commune dont 53 protégées et 19 taxons (espèces et sous-espèces) menacées et quasi-menacées.

## Urbanisme

### Typologie
Au 1er janvier 2024, Guarbecque est catégorisée petite ville, selon la nouvelle grille communale de densité à sept niveaux définie par l'Insee en 2022.
Elle appartient à l'unité urbaine de Béthune, une agglomération inter-départementale regroupant 94  communes, dont elle est une commune de la banlieue,,. Par ailleurs la commune fait partie de l'aire d'attraction d'Aire-sur-la-Lys, dont elle est une commune du pôle principal,. Cette aire, qui regroupe 15 communes, est catégorisée dans les aires de moins de 50 000 habitants,.

### Occupation des sols
L'occupation des sols de la commune, telle qu'elle ressort de la base de données européenne d’occupation biophysique des sols Corine Land Cover (CLC), est marquée par l'importance des territoires agricoles (83,8 % en 2018), en diminution par rapport à 1990 (95,6 %). La répartition détaillée en 2018 est la suivante : 
terres arables (70,4 %), zones agricoles hétérogènes (12,2 %), zones urbanisées (11,2 %), zones industrielles ou commerciales et réseaux de communication (5 %), prairies (1,2 %). L'évolution de l’occupation des sols de la commune et de ses infrastructures peut être observée sur les différentes représentations cartographiques du territoire : la carte de Cassini (XVIIIe siècle), la carte d'état-major (1820-1866) et les cartes ou photos aériennes de l'IGN pour la période actuelle (1950 à aujourd'hui).

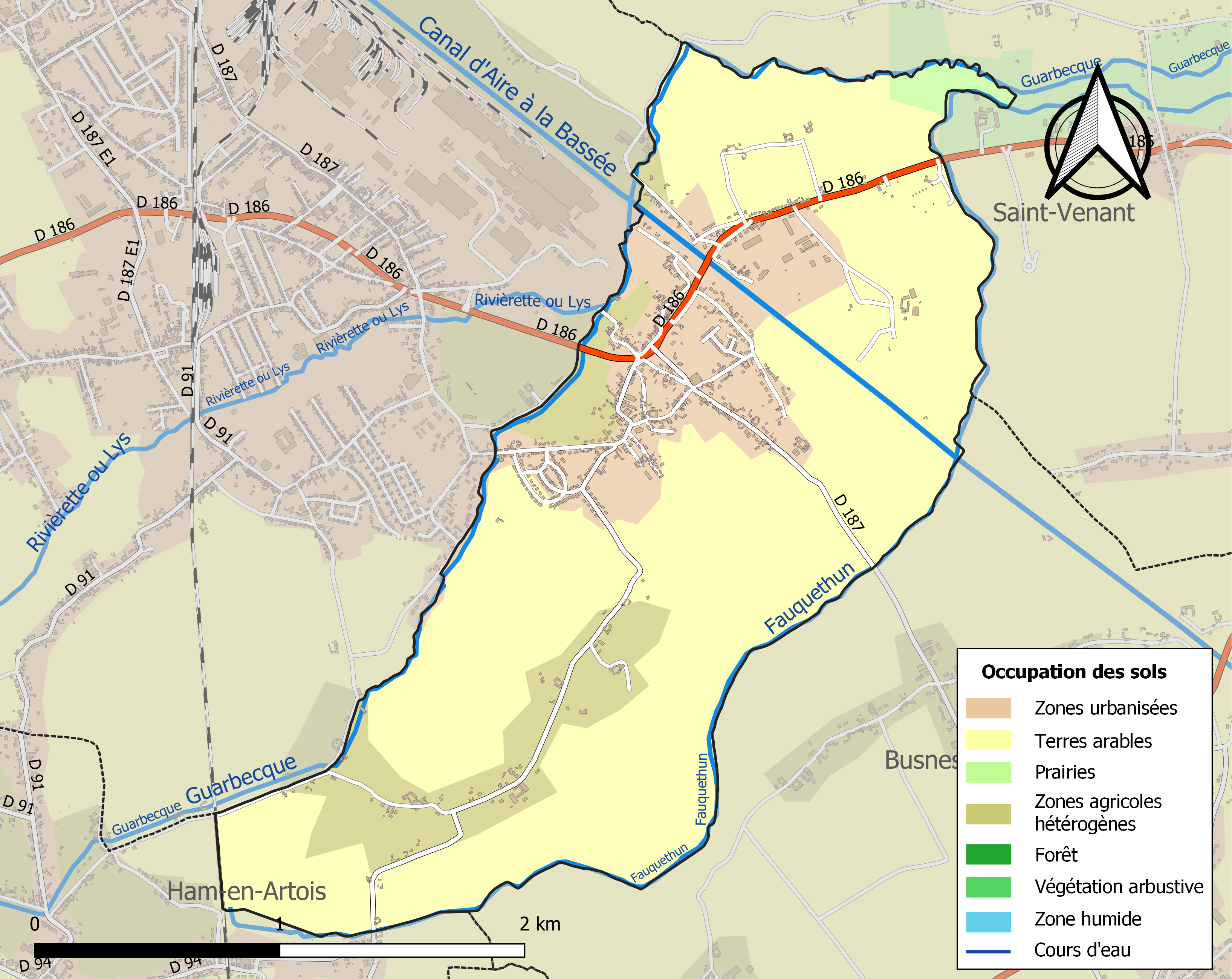
Carte des infrastructures et de l'occupation des sols de la commune en 2018 (CLC).

### Voies de communication et transports

#### Voies de communication
La commune est desservie par la route départementale D 186.

#### Transports
La commune se trouve à 2,5 km à l'est de la gare d'Isbergues, située sur les lignes d'Arras à Dunkerque-Locale et d'Armentières à Arques, desservie par des trains régionaux du réseau TER Hauts-de-France.
La commune est desservie par la ligne de bus 511 du réseau Mouvéo ainsi que par la ligne de bus 74 du réseau TADAO[réf. nécessaire].

## Toponymie
Le nom de la localité est attesté sous les formes Gauerbeca en 1173 ; Garbeka en 1190 ; Garbecque en 1243 ; Garbieke en 1296 ; Garbeque en 1325 ; Garbeq en 1360 ; Garbecques en 1403 ; Garebecque en 1403 ; Garbeke en 1516 ; Garbec en 1559 ; Garbek en 1560 ; Gerbeque en 1564 ; Garbecques en 1720 ; Guarbecque en 1758 ; Gerbecq en 1761; Guarbecques en 1793 ; Guarbecq et Guarbecque depuis 1801.
- Gaverbeke en flamand[28].
- Guérbécque en picard.

Il s'agit, selon Maurits Gysseling, d'un toponyme d'origine germanique formé sur Gabra (marécage) et Baki (ruisseau) : Guarbecque signifie donc « ruisseau qui coule dans un marécage ».
Le Guarbecque traverse le territoire de la commune.

## Histoire
En 1115, Walterus de Gaurebecka, (Gauthier de Guarbecque) fait partie de l'entourage du seigneur de Lillers.
Vers 1231-36 et 1267, le seigneur de Guarbecque est un des pairs (pairie) du seigneur de Lillers qui appartient alors à un membre de la maison de Wavrin.

## Politique et administration

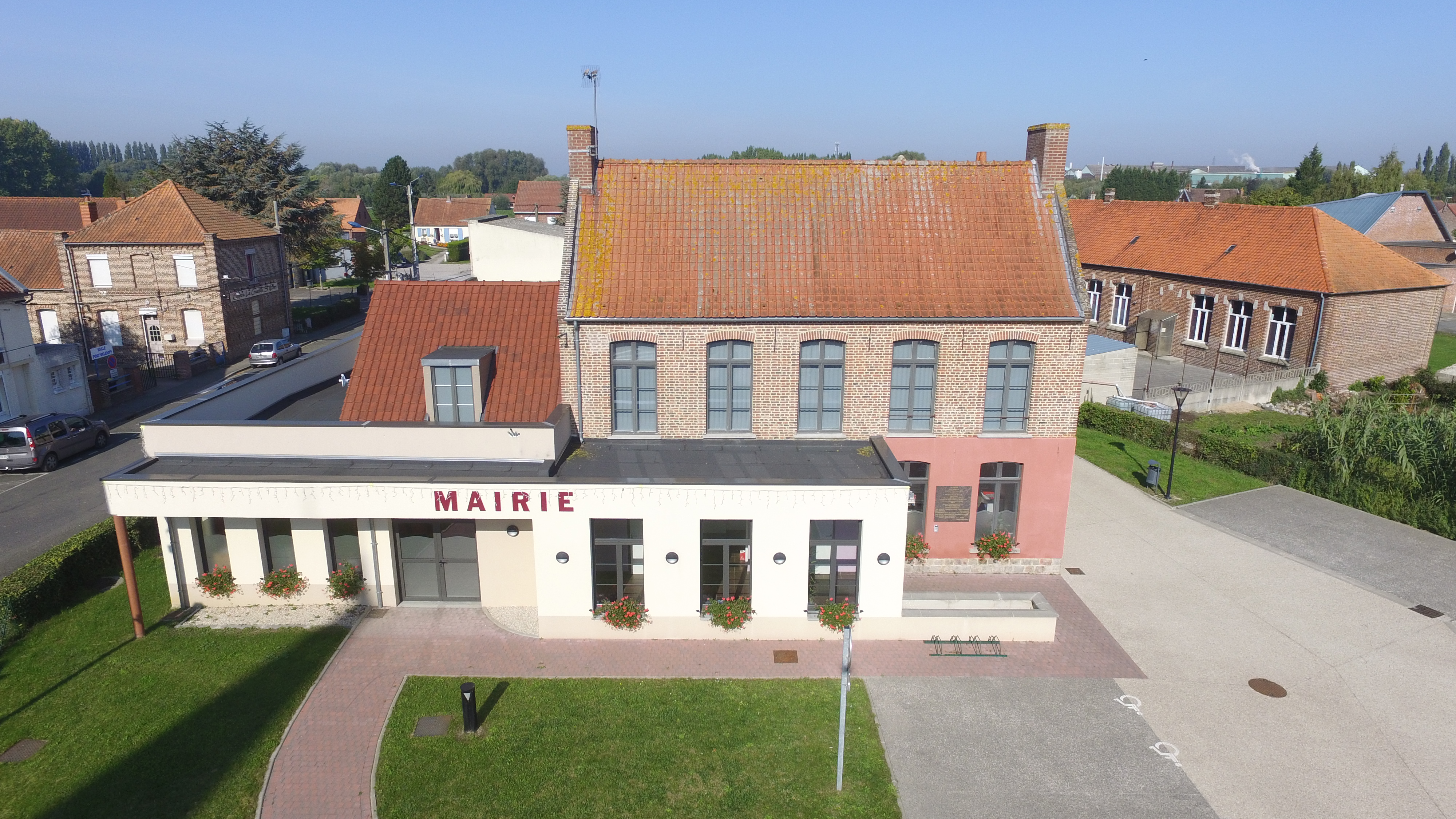
La mairie.

### Découpage territorial
La commune se trouve dans l'arrondissement de Béthune du département du Pas-de-Calais, depuis 1801.

#### Commune et intercommunalités
La commune est membre de la communauté d'agglomération de Béthune-Bruay, Artois-Lys Romane.

#### Circonscriptions administratives
La commune est rattachée au canton d'Aire-sur-la-Lys. Avant le redécoupage cantonal de 2014, elle était, depuis 1801, rattachée au canton de Lillers.

#### Circonscriptions électorales
Pour l'élection des députés, la commune fait partie de la neuvième circonscription du Pas-de-Calais.

### Élections municipales et communautaires

#### Liste des maires
| Période                                  | Période                  | Identité             | Étiquette | Qualité                                             |
| ---------------------------------------- | ------------------------ | -------------------- | --------- | --------------------------------------------------- |
|                                          |                          |                      |           |                                                     |
| Les données manquantes sont à compléter. |                          |                      |           |                                                     |
| mars 2001                                | janvier 2019 (démission) | Christophe Fiancette | DVG       | Réélu pour le mandat 2014-2020,                     |
| janvier 2019                             | en cours                 | Didier Depaeuw       |           | Professeur des écoles Élu pour le mandat 2020-2026, |

## Équipements et services publics

### Espaces publics
La commune a obtenu le label Village patrimoine du Pays de la Lys romane.
La commune fait partie des villages labellisés Village Patrimoine, qui œuvrent à mettre en avant leurs patrimoines matériels et/ou immatériels (historique, culturel, naturel, architectural, etc.).

### Enseignement
La commune est située dans l'académie de Lille et dépend, pour les vacances scolaires, de la zone B.
Elle administre l'école primaire Daudet-Perrault.
Sur le territoire de la commune se trouve également un établissement privée : l'école primaire Sainte Bernadette gérée par l'organisme de gestion de l'enseignement catholique (OGEC).

### Justice, sécurité, secours et défense
La commune dépend du tribunal judiciaire de Béthune, du conseil de prud'hommes de Béthune, de la cour d'appel de Douai, du tribunal de commerce d'Arras, du tribunal administratif de Lille, de la cour administrative d'appel de Douai, du pôle nationalité du tribunal judiciaire de Béthune et du tribunal pour enfants de Béthune.

## Population et société

### Démographie
Les habitants de la commune sont appelés les Guarbecquois.

#### Évolution démographique
L'évolution du nombre d'habitants est connue à travers les recensements de la population effectués dans la commune depuis 1793. Pour les communes de moins de 10 000 habitants, une enquête de recensement portant sur toute la population est réalisée tous les cinq ans, les populations de référence des années intermédiaires étant quant à elles estimées par interpolation ou extrapolation. Pour la commune, le premier recensement exhaustif entrant dans le cadre du nouveau dispositif a été réalisé en 2008.

En 2022, la commune comptait 1 375 habitants, en évolution de −4,11 % par rapport à 2016 (Pas-de-Calais : −0,72 %, France hors Mayotte : +2,11 %).
| 1793 | 1800 | 1806 | 1821 | 1831 | 1836 | 1841 | 1846 | 1851 |
| ---- | ---- | ---- | ---- | ---- | ---- | ---- | ---- | ---- |
| 650  | 634  | 687  | 729  | 765  | 742  | 730  | 743  | 701  |

| 1856 | 1861 | 1866 | 1872 | 1876 | 1881 | 1886 | 1891 | 1896 |
| ---- | ---- | ---- | ---- | ---- | ---- | ---- | ---- | ---- |
| 712  | 715  | 666  | 708  | 790  | 800  | 906  | 904  | 864  |

| 1901 | 1906 | 1911  | 1921 | 1926 | 1931 | 1936  | 1946 | 1954  |
| ---- | ---- | ----- | ---- | ---- | ---- | ----- | ---- | ----- |
| 926  | 962  | 1 018 | 948  | 971  | 919  | 1 006 | 984  | 1 042 |

| 1962  | 1968  | 1975  | 1982  | 1990  | 1999  | 2006  | 2008  | 2013  |
| ----- | ----- | ----- | ----- | ----- | ----- | ----- | ----- | ----- |
| 1 118 | 1 171 | 1 270 | 1 373 | 1 299 | 1 268 | 1 378 | 1 410 | 1 429 |

| 2018  | 2022  | - | - | - | - | - | - | - |
| ----- | ----- | - | - | - | - | - | - | - |
| 1 416 | 1 375 | - | - | - | - | - | - | - |

#### Pyramide des âges
En 2018, le taux de personnes d'un âge inférieur à 30 ans s'élève à 33,5 %, soit en dessous de la moyenne départementale (36,7 %). À l'inverse, le taux de personnes d'âge supérieur à 60 ans est de 27,0 % la même année, alors qu'il est de 24,9 % au niveau départemental.
En 2018, la commune comptait 689 hommes pour 727 femmes, soit un taux de 51,34 % de femmes, légèrement inférieur au taux départemental (51,50 %).
Les pyramides des âges de la commune et du département s'établissent comme suit.
| Hommes | Classe d’âge | Femmes |
| ------ | ------------ | ------ |
| 0,7    | 90 ou +      | 1,1    |
| 7,1    | 75-89 ans    | 11,0   |
| 16,5   | 60-74 ans    | 17,5   |
| 22,5   | 45-59 ans    | 21,9   |
| 17,6   | 30-44 ans    | 16,9   |
| 16,7   | 15-29 ans    | 13,5   |
| 18,9   | 0-14 ans     | 18,2   |

| Hommes | Classe d’âge | Femmes |
| ------ | ------------ | ------ |
| 0,5    | 90 ou +      | 1,6    |
| 5,6    | 75-89 ans    | 8,9    |
| 16,7   | 60-74 ans    | 18,1   |
| 20,2   | 45-59 ans    | 19,2   |
| 18,9   | 30-44 ans    | 18,1   |
| 18,2   | 15-29 ans    | 16,2   |
| 19,9   | 0-14 ans     | 17,9   |

## Économie
La société Vicat dispose d'une unité de production de béton.

## Culture locale et patrimoine

### Lieux et monuments

#### Monument historique
- L'église Saint-Nicolas, datant du XIIe siècle, fait l’objet d’un classement au titre des monuments historiques depuis le 15 mars 1909[45]. Elle héberge 17 éléments patrimoniaux, répertoriés dans la base Palissy, classés ou inscrits au titre d'objet des monuments historiques, dont 9 sont classés[46], comme la cloche, datée du XVIIe siècle, fondue en 1684 et vendue en 1695 par le chapitre d'Aire-sur-la-Lys au curé de Guarbecque[47].

#### Autres monuments
- Dans le cimetière communal des tombes de guerre de la Commonwealth War Graves Commission (CWGC).
- Le monument aux morts, inauguré en 1921, commémore les victimes des guerres 1914-1918 et 1939-1945[48].
- Le petit mémorial de guerre commémorant deux victimes du 4 septembre 1944.
- Quelques calvaires, sept chapelles et une grotte de Lourdes ; des panneaux explicatifs donnent leur histoire.

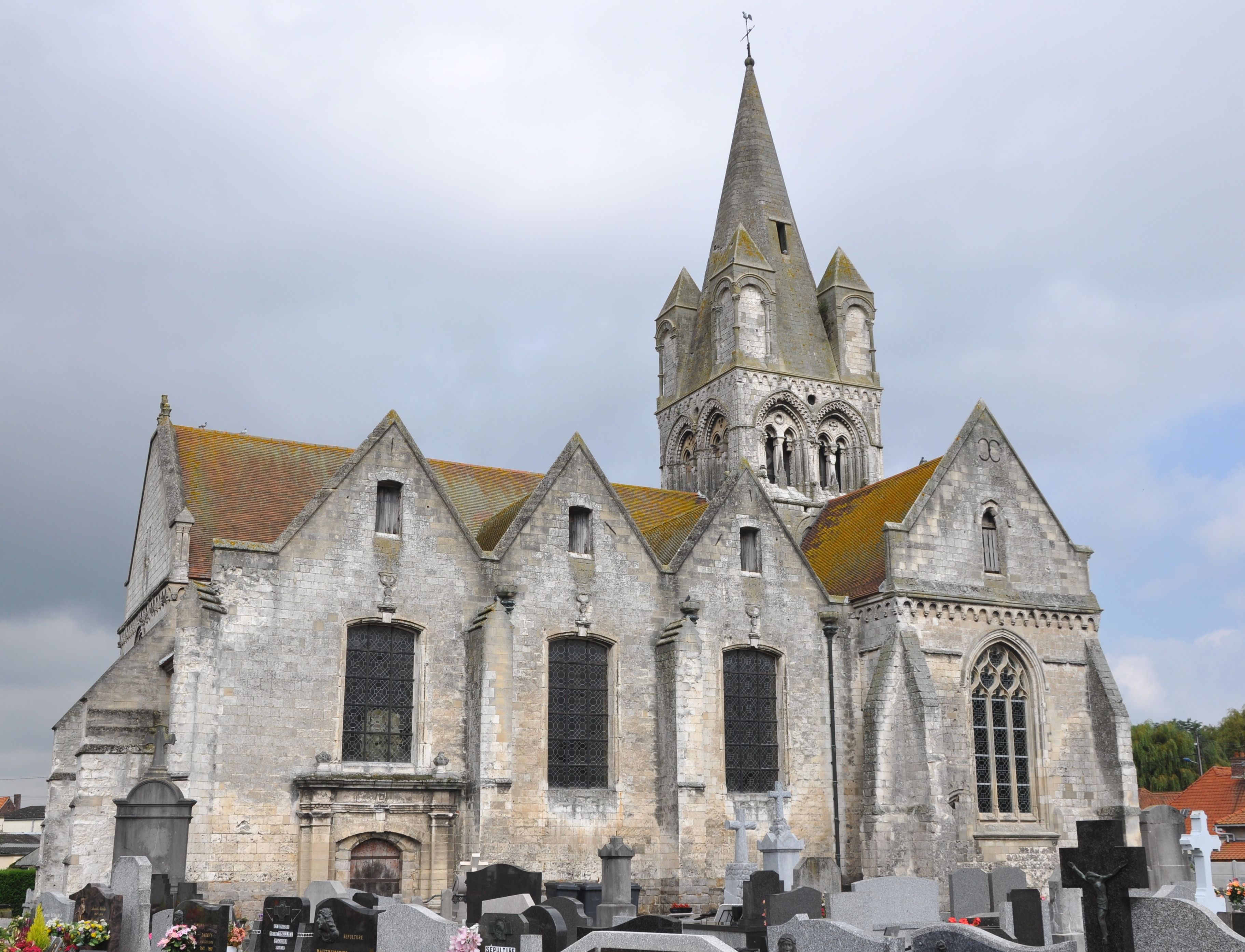
L'église Saint-Nicolas.
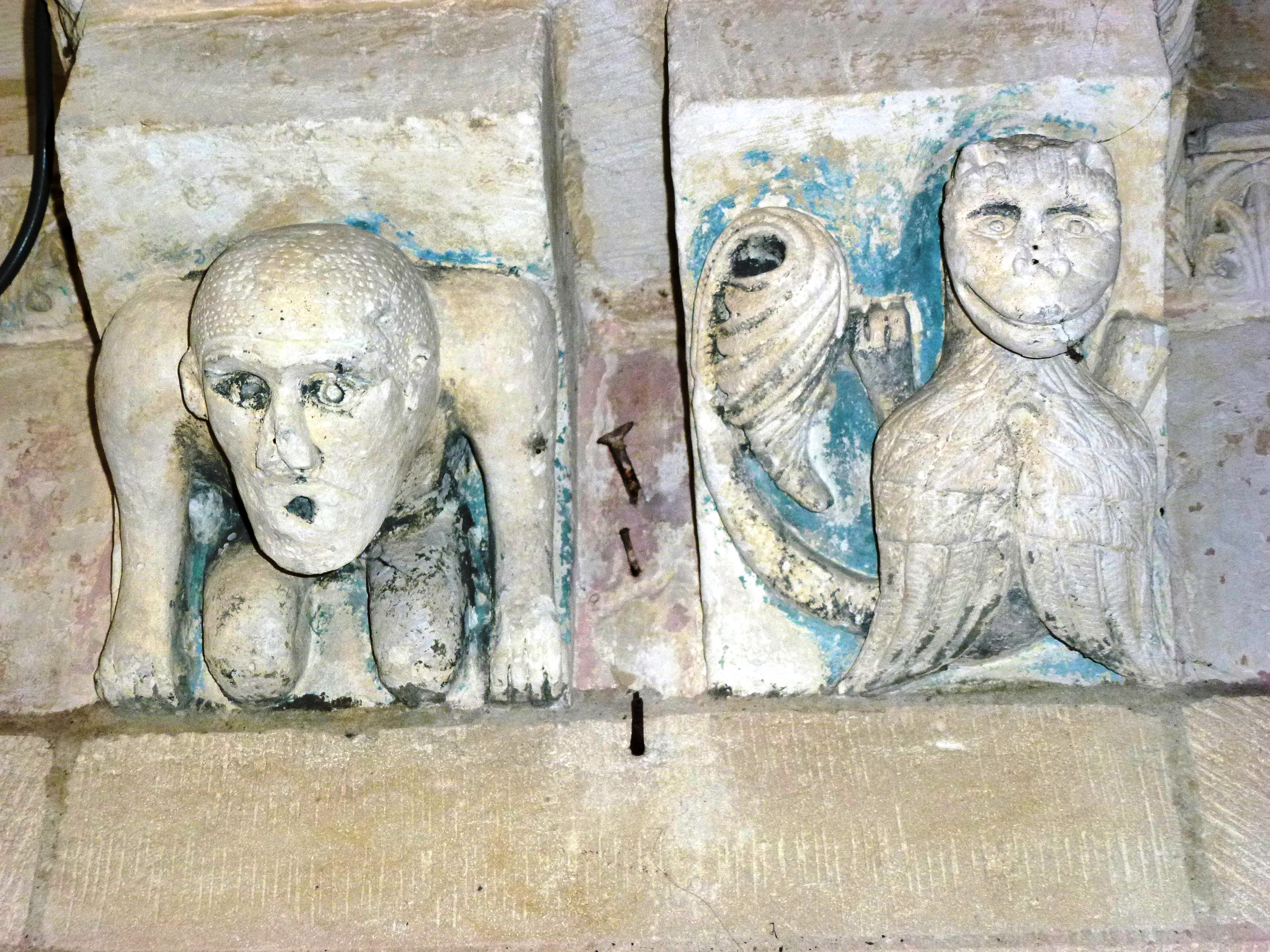
Un des chapiteaux de l'église.
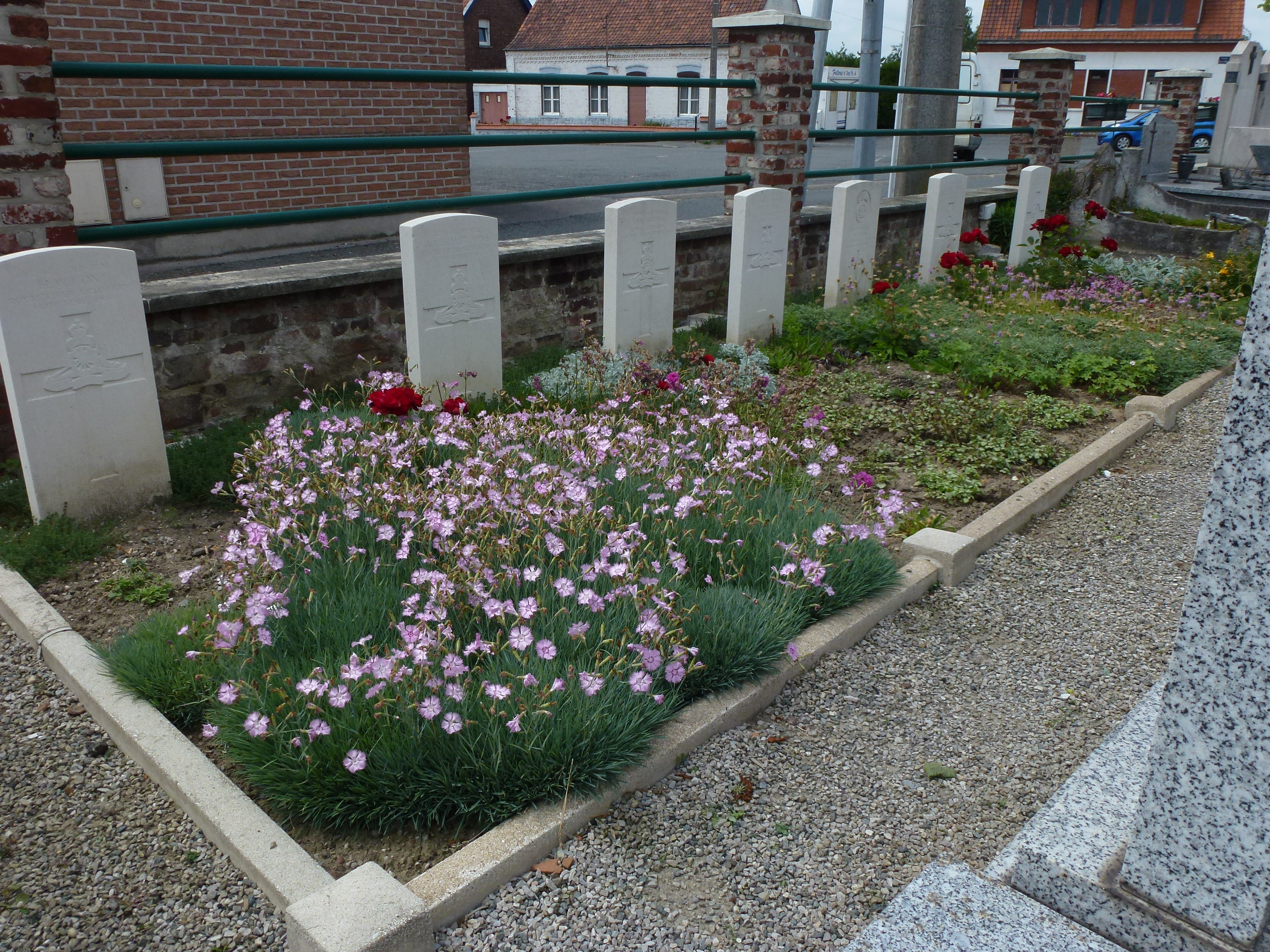
Les tombes de guerre de la CWGC.
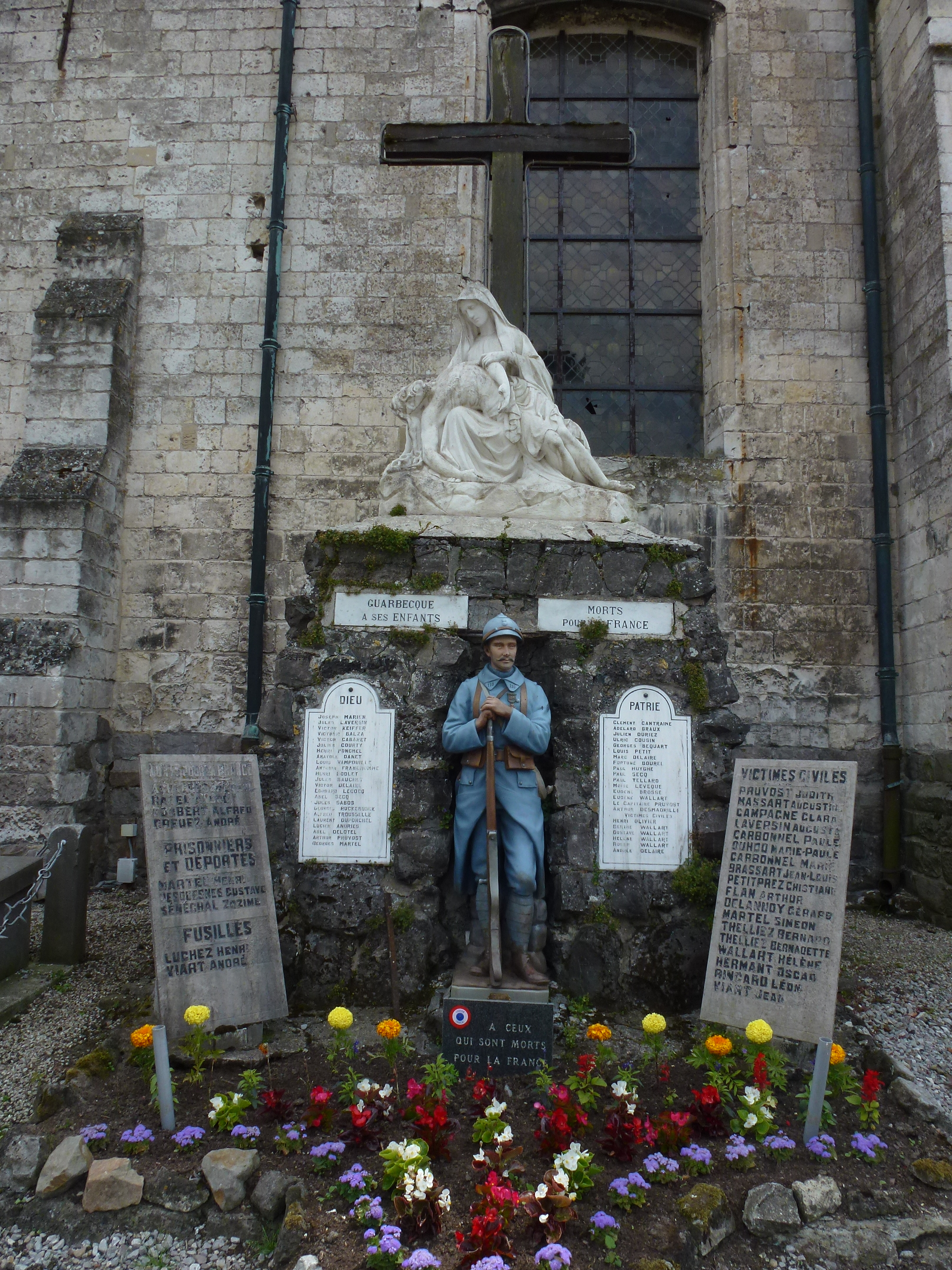
Le monument aux morts.
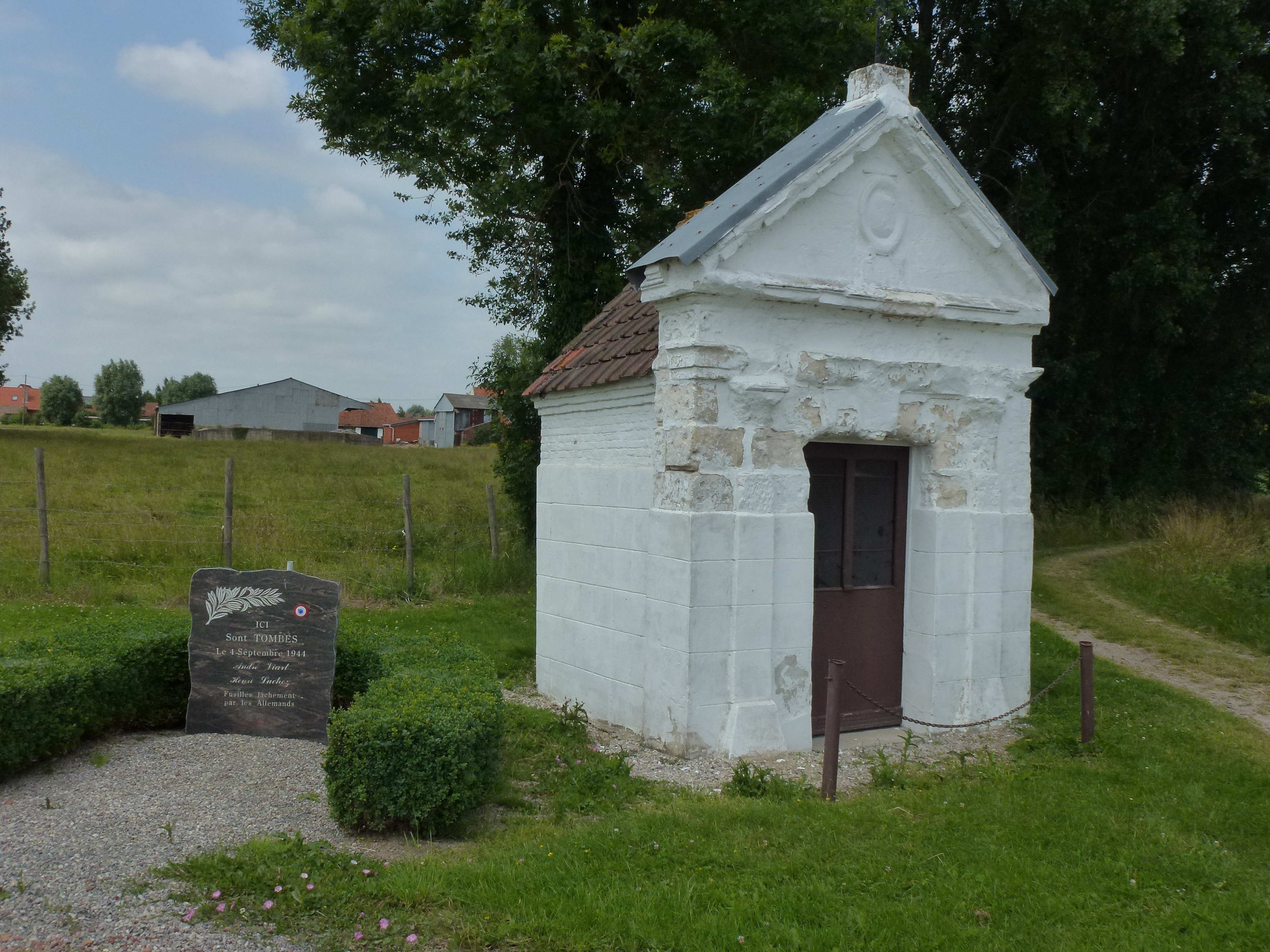
Le petit mémorial de guerre et chapelle, D 187.

### Personnalités liées à la commune
- Lucien Suel (1948-), poète né à Guarbecque.

#### Logotype

### Héraldique, logotype et devise

#### Héraldique
| Blason de Guarbecque | Blason  | De gueules à trois têtes de léopard arrachées d'or, lampassées d'azur.                                                                                      |
| Blason de Guarbecque | Détails | Armes de la famille de Carnin, dont étaient issus les seigneurs de Guarbecque aux XVIIe et XVIIIe siècles. Le statut officiel du blason reste à déterminer. |

## Pour approfondir

#### Bases de données, dictionnaires et encyclopédies
- Ressources relatives à la géographie :   - Insee (communes)
  - Ldh/EHESS/Cassini
- Ressource relative à plusieurs domaines :   - Annuaire du service public français
- Notices d'autorité :   - VIAF
  - BnF (données)